# Portret van Jan Six
Portret van Jan Six is een schilderij van de Nederlandse kunstschilder Rembrandt uit 1654, olieverf op linnen, 112 x 102 centimeter groot. Six was de mecenas van de kunstenaar. Het werk maakt deel uit van de Collectie Six.

## Context
De vermogende dichter en kunstverzamelaar Jan Six (1618-1700) was vanaf de jaren 1640 vriend en beschermer van Rembrandt. Toen de laatste in geldnood verkeerde gaf Six hem een ruime lening die nooit behoefde worden terugbetaald. In 1654 bezegelde Rembrandt dit mecenaat met het hier besproken portret, dat algemeen beschouwd wordt als een van zijn beste. Het werk is bijzonder qua zwier en kleurcompositie, gedomineerd door de donkerrode mantel, waar in andere van zijn portretten doorgaans bruintinten de boventoon voeren. Het schilderij zou altijd in bezit blijven van de familie, deel uitmakend van de Collectie Six.

## Afbeelding
Six verschijnt in informele kleding en in een natuurlijke en spontaan ogende houding, geen ruimte latend voor een pose. De grijze jas en de rode mantel met gouden tressen behoorden in het Amsterdam van de 17de eeuw tot het typische rijtenue. De jas reikte indertijd tot de knieën. Hij was dus gekleed voor een genoegen dat alleen voorbehouden was aan de elite. Klaarblijkelijk staat hij op het punt de deur uit te gaan. Zijn mantel hangt al om zijn schouders, zijn breedgerande hoed staat al op en hij lijkt net zijn handschoenen aan te doen. Voor de toeschouwer oogt hij erg dichtbij. De levensgrote driekwart weergave vanaf kniehoogte en het contrast met de donkere achtergrond, waartegen hij afsteekt, zorgen voor een gevoel van directe aanwezigheid. Een indruk van verbondenheid wordt gecreëerd door de terloopse blik waarmee hij de toeschouwer aankijkt. Zijn ogen, half in de schaduw van de hoed, zijn enigszins melancholiek en lijken te onderstrepen dat hij op weg is naar een andere wereld, van de vertrouwdheid van de eigen woning en het amicale, gesymboliseerd door de blote hand, naar de vormelijkheid buitenshuis, gesymboliseerd door de handschoen.

## Uitwerking

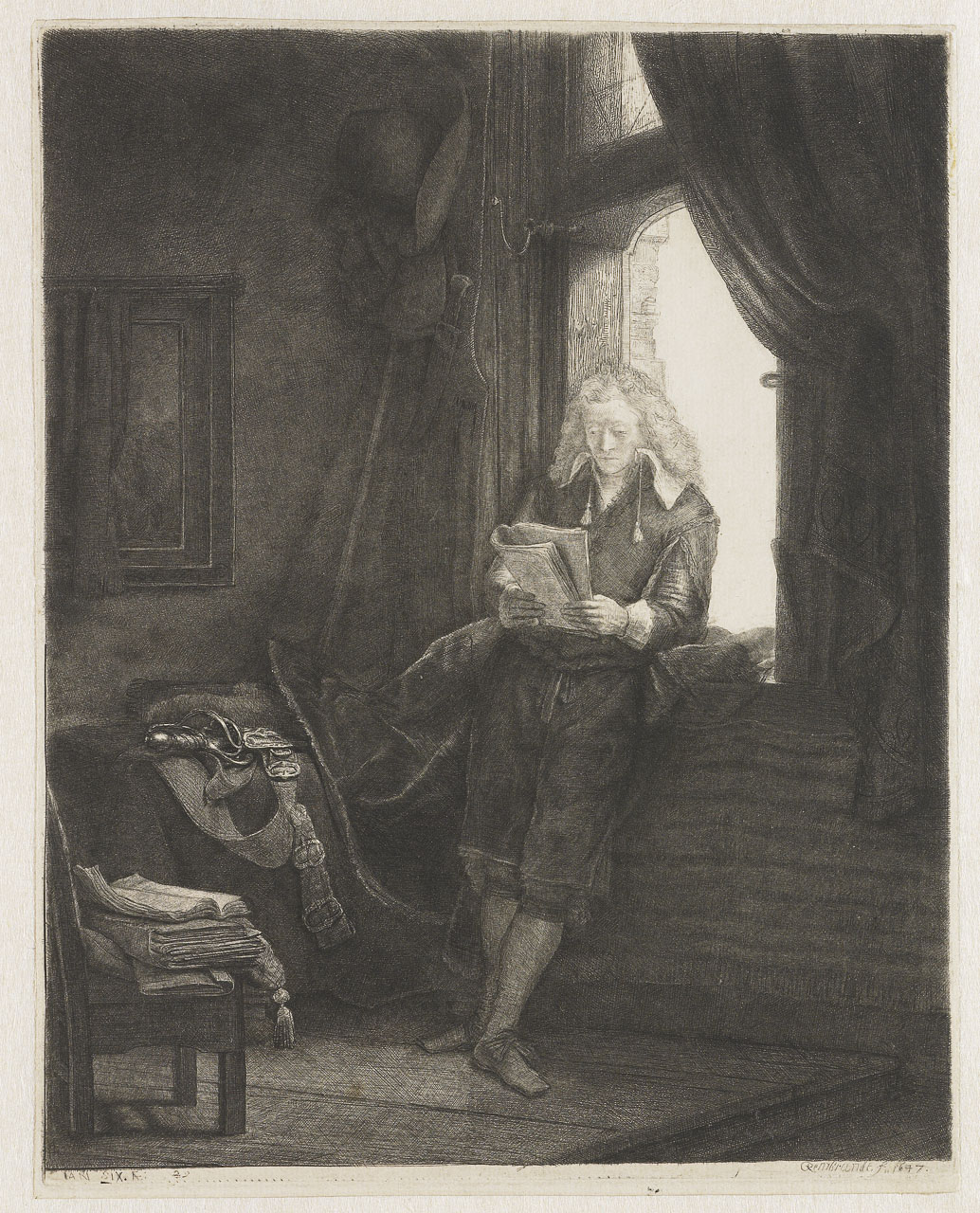
Ets van Jan Six in zijn "boekkamer", door Rembrandt gemaakt in 1647. Ook hier valt al de nonchalance en ongedwongenheid op.

De gevarieerde werkwijze van Rembrandt draagt bij aan het persoonlijke aspect ervan. Gezicht en handen trekken de aandacht, hetgeen wordt benadrukt door een sterk clair-obscur. Deze delen zijn ook met meest gedetailleerd uitgewerkt. De groeven in de kin, de jukbeenderen, de beginnende onderkin en de omfloerste ogen - hoewel beschaduwd - zijn duidelijk zichtbaar. Doordat Rembrandt deze centrale delen gedetailleerder uitwerkt dan de verder verwijderde, versterkt hij het gevoel van dichtbijheid.
In de houding van Six is "sprezzatura" te zien, een zekere nonchalance, geaccentueerd door grote donkere penseelstreken in de mantel die suggereren dat het kledingstuk soepel om de schouders valt. De stofuitdrukking getuigt van een bijzonder meesterschap, waarbij het diepe rood van de mantel en de twinkeling van het brokaat het kleurenpalet domineren. Het boordsel is los geschilderd in zwarte vegen, contrasterend met de hagelwitte manchetten en de knopen en tressen van de kazak, neergezet in kleine stipjes wit en rood. Ook het rossige, kroezige haar wordt uitgewerkt in luchtige penseelstreken, hetgeen afwijkend is van zijn eerdere werkwijze, toen hij vaak de steel van zijn penseel gebruikte om krullen weer te geven. In de marmerkleurige boord zijn subtiele details weergegeven. De punt ervan loopt parallel aan de kraag van de mantel, waardoor de compositie ritme krijgt. Het gedeelte met de handen laat daarentegen weer meer vrijheid zien. Ze lijken bijna te bewegen, waarmee de buitengewone levendigheid van het portret eens te meer wordt onderstreept.

## Datering
Volgens een gedicht van Jan Six werd het werk in 1654 geschilderd. Op de tentoonstelling Late Rembrandt in 2015 werd het gedateerd op circa 1654.

## Trivia
- In 2010 werd het Portret van Jan Six uitgeleend aan het Rijksmuseum Amsterdam voor de tentoonstelling "Rembrandt en Jan Six, een Amsterdamse vriendschap", in 2015 wederom voor de tentoonstelling "Late Rembrandt".
- Het portret (een detail ervan) werd door Geert Mak gekozen als omslag voor zijn in 2016 verschenen boek De levens van Jan Six.